# Vistrorio
Vistrorio est une commune italienne de la ville métropolitaine de Turin dans la région Piémont en Italie.

## Administration
| Période                                  | Période  | Identité            | Étiquette | Qualité |
| ---------------------------------------- | -------- | ------------------- | --------- | ------- |
| 5 avril 2005                             | En cours | Federico Steffenina | civica    |         |
| Les données manquantes sont à compléter. |          |                     |           |         |

### Communes limitrophes
Alice Superiore, Rueglio, Issiglio, Lugnacco,  Pecco, Castelnuovo Nigra, Vidracco, Quagliuzzo, Strambinello, Baldissero Canavese